# Xiphorhynchus susurrans
Xiphorhynchus susurrans là một loài chim trong họ Furnariidae.